# Rengatella malayensis
Rengatella malayensis är en insektsart som beskrevs av Zhang och Webb 1996. Rengatella malayensis ingår i släktet Rengatella och familjen dvärgstritar. Inga underarter finns listade i Catalogue of Life.